# Nymphaea amazonum
Nymphaea amazonum ist eine Pflanzenart aus der Gattung der Seerosen (Nymphaea) innerhalb der Familie der Seerosengewächse (Nymphaeaceae). Diese Wasserpflanze ist in der Neotropis von Mexiko über Zentralamerika und Karibische Inseln bis ins tropische Südamerika weitverbreitet.

## Beschreibung

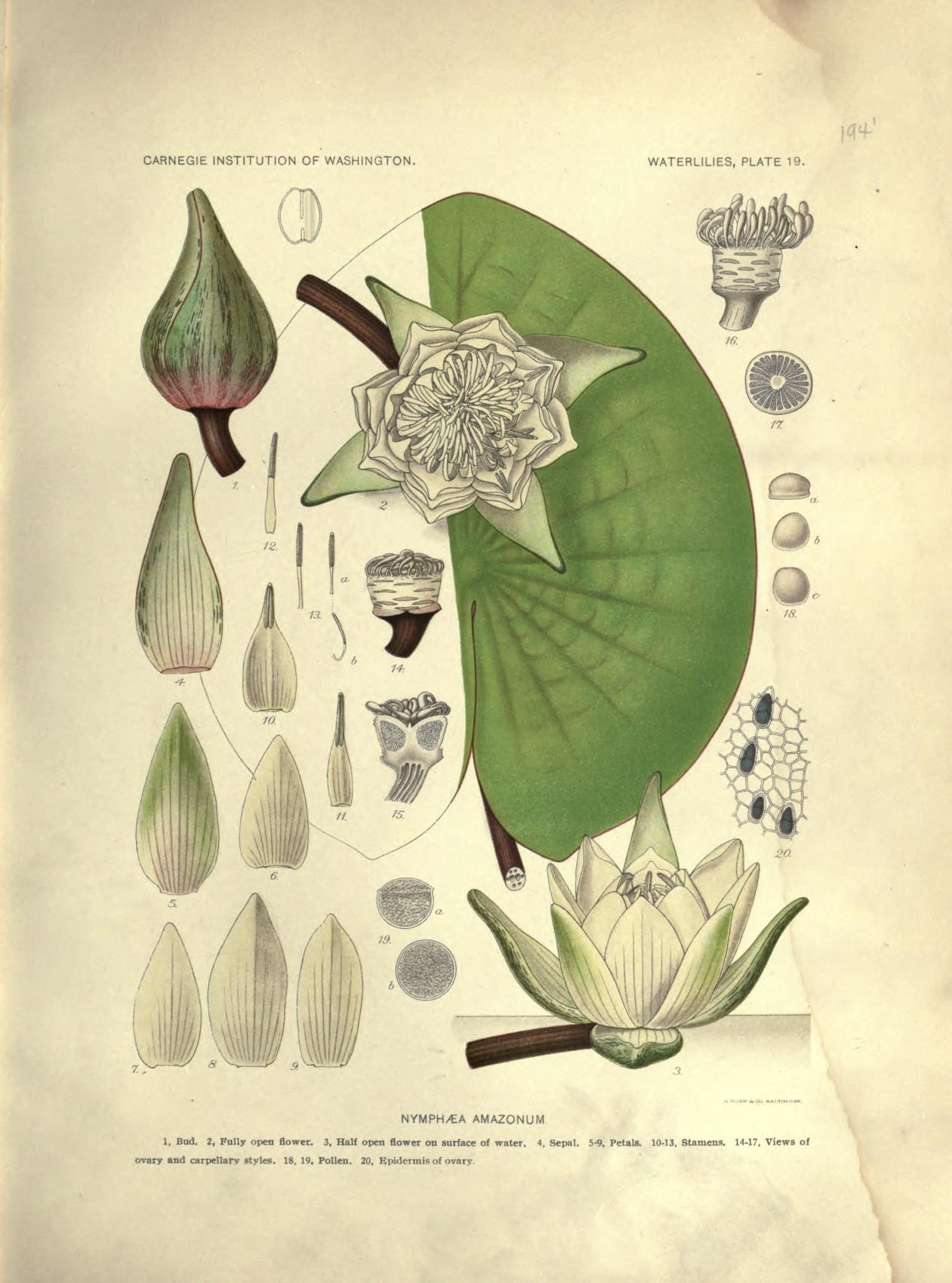
Botanische Illustration aus Henry Shoemaker Conard: The waterlilies: a monograph of the genus Nymphaea Tafel 19

### Vegetative Merkmale
Nymphaea amazonum ist eine ausdauernde krautige Pflanze Sie bildet dunkel-braune bis schwarze, fast zylindrische Rhizome, die eine Länge von etwa 10 Zentimetern sowie eine Breite von 3 Zentimetern erreichen können.
Das Laubblatt ist in Blattstiel und -spreite gegliedert. Der Blattstiel weist einen Durchmesser von bis zu 8 Millimetern und am oberen Ende einen Ring aus Trichomen auf. Die einfachen Blattspreite ist bei einer Länge von etwa 32 Zentimetern sowie einer Breite von 26 Zentimetern breit eiförmig-elliptisch. Die Blattaderung ist aktinodrom.

### Generative Merkmale

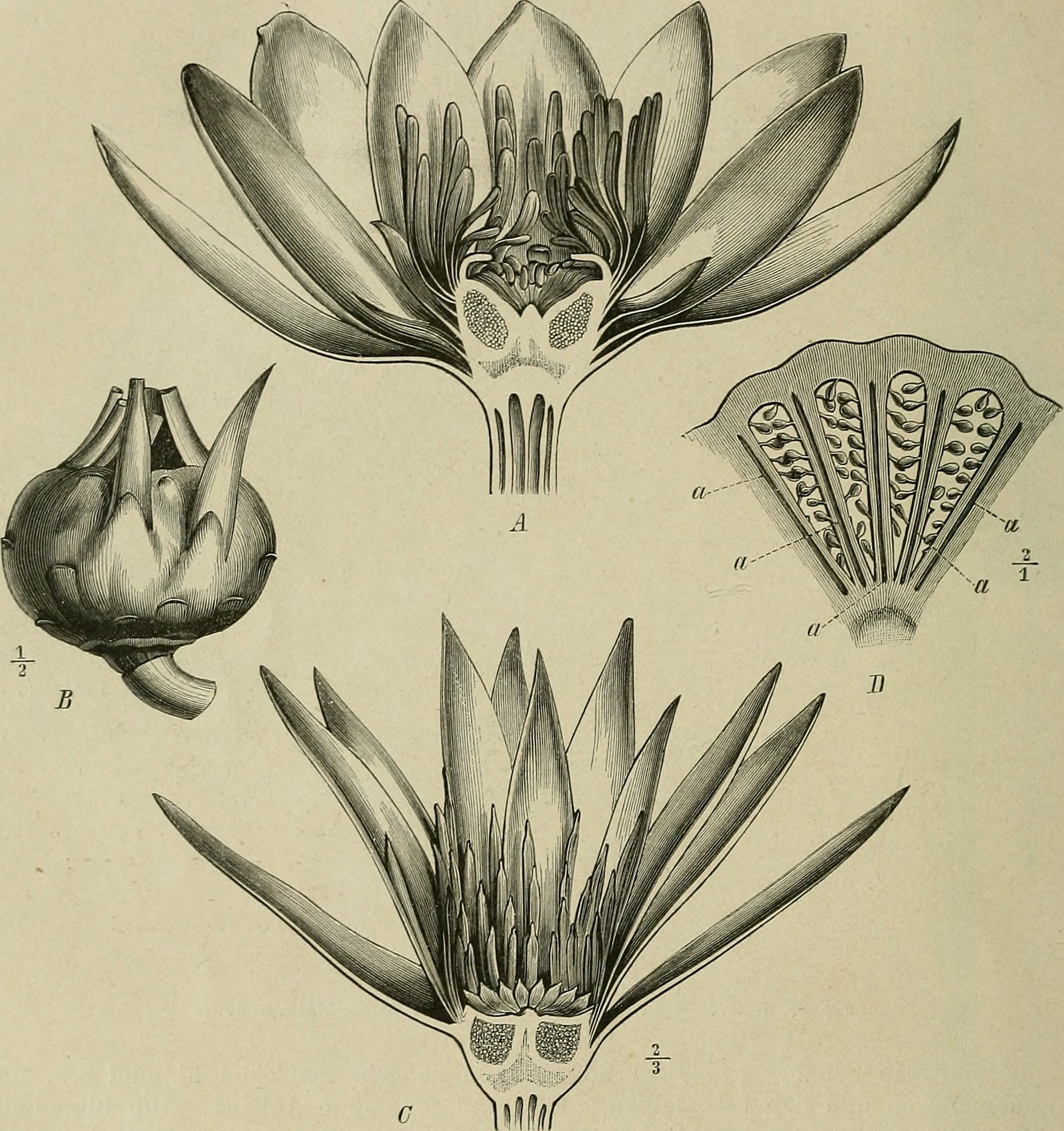
Botanische Illustration aus der Publikation Die Natürlichen Pflanzenfamilien - nebst ihren Gattungen und wichtigeren Arten, insbesondere den Nutzpflanzen

Die nachtblühenden Blüten schwimmen auf der Wasseroberfläche. Der stielrunde Blütenstiele weist einen Durchmesser von etwa 10 Millimetern und nur selten einen Ring aus Trichomen am oberen Ende auf.
Die zwittrige Blüte besitzt eine doppelte Blütenhülle. Die Kelchblätter sind eiförmig bis eiförmig-länglich mit mehr oder weniger fast spitzem oberen Ende. Die meist 20 (16 bis 24) Kronblätter sind eiförmig bis eiförmig-länglich. Die 100 bis 200 Staubblätter sind lanzettlich. Die 17 bis 36, selten bis zu 41 Fruchtblätter sind verwachsen.
Früchte werden sehr häufig gebildet. Die Frucht ist auch bei Reife von Resten der Blütenhüllblätter umgeben. Die Frucht ist bei einem Durchmesser von bis zu 5 Zentimetern fast kugelig. Bis zu 22000 Samen befinden sich in einer einzigen Frucht. Die anfangs beige-weißen oder rosafarbenen, bei Reife wein-roten bis purpurfarbene Samen sind bei einer Länge von etwa 1,3 Millimetern sowie bei einem Durchmesser von etwa 0,9 Millimeter eiförmig; sie weisen Trichome in durchgehenden Längslinien auf.

### Zytologie
Die Chromosomengrundzahl beträgt x = 9; es liegt Diploidie mit einer Chromosomenzahl von 2n = 18 vor.

## Ökologie

### Vegetative Vermehrung
Es werden Ausläufer gebildet, jedoch keine proliferierenden Pseudanthien.

### Generative Vermehrung
Der starke Blütenduft wird als sehr angenehm empfunden. Der Duft soll auch an diverse organische Lösungsmittel wie Xylol, Terpentin, Benzin, Benzol, oder Aceton erinnern.

#### Bestäubung

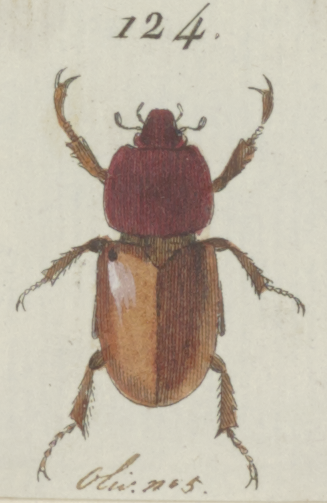
Cyclocephala castanea, ein Bestäuber von Nymphaea amazonum

Der starke Blütenduft zieht Käfer der Gattung Cyclocephala an. Die Käferart Cyclocephala castanea bestäubt die Blüten von Nymphaea amazonum.
Die Ausbreitung der Samen erfolgt hydrochor (d. h. durch Wasser) oder ornithochor (d. h. durch Vögel).

## Systematik

### Taxonomie
Das Typusexemplar wurde durch C. F. P. Martius in Brasilien gesammelt und mit dem Vermerk Pará, in aquis stagnantibus prope urbem Pará. mit der Sammelnummer 3313 mit drei Herbarbögen hinterlegt.
Die Erstbeschreibung von Nymphaea amazonum erfolgte 1832 durch Carl Friedrich Philipp von Martius und Joseph Gerhard Zuccarini in Abhandlungen der Mathematisch-Physikalischen Classe der Königlich Bayerischen Akademie der Wissenschaften, Band 1, S. 363–364. Synonyme für Nymphaea amazonum Mart. & Zucc. sind: Castalia amazonum (Mart. & Zucc.) Britton & P.Wilson, Leuconymphaea amazonum (Mart. & Zucc.) Kuntze, Leuconymphaea goudotiana (Planch.) Kuntze, Nymphaea candolleana Lehm., Nymphaea rudgeana var. amazonum (Mart. & Zucc.) Griseb., Nymphaea alboviridis A.St.-Hil., Nymphaea amazonum var. forma-submersa Sagot, Nymphaea amazonum var. goudotiana (Planch.) Conard, Nymphaea blanda Hook., Nymphaea foetida Gardner ex Planch., Nymphaea goudotiana Planch., Nymphaea integrifolia Salzm. ex Planch, Nymphaea nocturna March ex Hook.

### Position innerhalb von der GattungNymphaea
Die Art Nymphaea amazonum wird in die Untergattung Nymphaea subg. Hydrocallis eingeordnet.

### Botanische Geschichte
Von der Art Nymphaea amazonum gab es die beiden Unterarten Nymphaea amazonum subsp. amazonum und Nymphaea amazonum subsp. pedersenii Wiersema. Im Jahr 2021 wurde die Unterart Nymphaea amazonum subsp. pedersenii Wiersema in den Status einer eigenen Art Nymphaea pedersenii (Wiersema) C.T.Lima & Giul. erhoben.

## Verbreitung und Gefährdung
Nymphaea amazonum ist in der Neotropis von Mexiko über Zentralamerika und Karibische Inseln bis ins tropische Südamerika weitverbreitet. Es gibt Fundortangaben für die mexikanischen Bundesstaaten Tamaulipas, Chiapas, Guerrero, südöstliches Oaxaca, Tabasco sowie Veracruz de Ignacio de la Llave über die zentralamerikanischen Staaten Guatemala, Costa Rica, Nicaragua, El Salvador sowie Panama und die karibischen Inseln Kuba, Hispaniola, Jamaika, Puerto Rico Guadeloupe, St. Lucia, Martinique, Tobago, bis zu den südamerikanischen Staaten Kolumbien (Cauca, Magdalena, Tolima sowie Valle del Cauca), Ecuador (Esmeraldas, Guayas, Los Ríos sowie Morona Santiago), Bolivien (nur Santa Cruz), Peru (Loreto sowie Madre de Dios), Französisch-Guayana, Guyana, Suriname, Venezuela (die Bundesstaaten Apure, Zulia, Anzoátegui, Aragua, Falcón, Guárico, Miranda, Monagas, Sucre, Trujillo sowie Delta Amacuro), Brasilien (die Bundesstaaten Acre, Alagoas, Bahia, Ceará, Maranhão, Mato Grosso, Mato Grosso do Sul, Minas Gerais, Pará, Pernambuco, Piauí, Rio de Janeiro, São Paulo sowie Rondônia) und Argentinien (die Bundesstaaten Buenos Aires sowie Corrientes), Paraguay (nur Concepción). Sie ist in Bangladesch ein Neophyt.

### Gefährdung
In Puerto Rico, USA, ist Nymphaea amazonum von der Zerstörung des Lebensraums bedroht. In Kuba gilt sie in der Provinz Pinar del Río als „gefährdet“ (EN), da die Lebensräume durch landwirtschaftliche Praktiken, den Einfluss exotischer Flora und Fauna, Viehzucht, Sedimentation und Umweltverschmutzung zerstört werden. In der Liste rouge de la flore vasculaire de Guadeloupe von 2019 wird Nymphaea amazonum als „Data Deficient“ (DD) kategorisiert.

## Verwendungen
Die Rhizome sind essbar. Nymphaea amazonum kann die Pestizidbelastung durch die Pestizide Cyhalothrin und Imidacloprid im Wasser mindern. Nymphaea amazonum zeigt antimikrobielle Eigenschaften bei der Behandlung von Geschwüren. Die Blüten wurden bei der Behandlung von Herpes und Erysipel verwendet.

## Kultivierung
Nymphaea amazonum ist nur selten in Kultur.